# فرودگاه بین‌المللی ارنستو کورتیسوز
فرودگاه بین‌المللی ارنستو کورتیسوز (به انگلیسی: Ernesto Cortissoz International Airport) (به زبان بومی: Aeropuerto Internacional Ernesto Cortissoz) یک فرودگاه همگانی و نظامی عملیاتی با کد یاتا BAQ است که یک باند فرود بتن دارد و طول باند آن ۳٬۰۰۰ متر است. این فرودگاه در کشور کلمبیا قرار دارد و در ارتفاع ۳۰ متری از سطح دریا واقع شده است.

## شرکت‌های هواپیمایی و مقصدهای پروازی
| شرکت‌های هواپیمایی              | مقصدهای پروازی                                                                                            | پایانه |
| ------------------------------ | --- | ------ |
| Aerolínea de Antioquia         | فرودگاه بین‌المللی کمیلو دازا، فرودگاه لوس گارزونس                                                         | D      |
| امریکن ایرلاینز                | فرودگاه بین‌المللی میامی                                                                                   | I      |
| اویانکا                        | فرودگاه بین‌المللی ال دورادو، فرودگاه بین‌المللی آلفونسو بونییا آراگون، فرودگاه بین‌المللی خوزه ماریا کوردوا | D      |
| Avianca                        | فرودگاه بین‌المللی میامی                                                                                   | I      |
| کوپا ایرلاینز کلمبیا           | فرودگاه بین‌المللی گوستاو روجاس پینیلا                                                                     | D      |
| Copa Airlines Colombia         | فرودگاه بین‌المللی توکامن                                                                                  | I      |
| ایزی‌فلای                       | فرودگاه بین‌المللی پالونگرو، فرودگاه لوس گارزونس، فرودگاه آلفونسو لوپز پوماریو                             | D      |
| Insel Air                      | فرودگاه بین‌المللی هاتو                                                                                    | I      |
| لان کلمبیا                     | فرودگاه بین‌المللی ال دورادو                                                                               | D      |
| ساتنا (شرکت هواپیمایی) (چارتر) | فرودگاه بین‌المللی پالونگرو، فرودگاه خورخه ایساکس، فرودگاه پورتو بولیوار                                   | D      |
| Viva Colombia                  | فرودگاه بین‌المللی ال دورادو , فرودگاه بین‌المللی خوزه ماریا کوردوا                                         | D      |